# Waitakaruru Stream (rivière)
La rivière Waitakaruru Stream est un affluent majeur du fleuve Piako, située dans la région de  Waikato dans l’Île du Nord de la Nouvelle-Zélande.
Elle ne doit pas être confondue avec le fleuve du même nom  Waitakaruru, qui est aussi dans la région de Waikato.

## Géographie
Le Waitakaruru Stream a son origine dans les Te Miro-Tahuroa Hills au sud de la ville de Morrinsville, dans le  District de Waikato. Initialement le ruisseau s’écoule vers le sud et ensuite le sud-ouest à travers la vallée de  Scotsman's Valley avant de tourner au nord au niveau de Tauwhare, s’écoulant grossièrement parallèle à la chaîne de Pakaroa Range lorsqu’il franchit la limite de Eureka avant d’entrer dans le District de Matamata-Piako. Le cours d'eau passe à travers la ville de Motumaoho, tournant progressivement dans une direction plus à l’est en direction de Morrinsville, où il converge avec le fleuve Piako plus large située au sud des faubourgs de la ville.
Le bassin de drainage du ruisseau est largement modifié par l’agriculture, allant de l’élevage des moutons, des bœuf et des fermes laitières. La partie du milieu du bassin versant est sujet à de petites inondations du fait d’une constriction naturelle du chenal du ruisseau entre Eureka et Motumaoho. La rivière fait partie du Eureka Drainage Scheme, géré par le conseil régional de Waikato.
Le Waitakaruru Stream est connu parce qu'il forme une partie de la limite du bassin de drainage entre le fleuve  Piako et le fleuve Waikato. Le fleuve Piako se draine dans la Firth of Thames, et de façon ultime dans l’Océan Pacifique, alors que le fleuve Waikato se draine dans la Mer de Tasman.  Le sous-bassin versant, qui alimente le fleuve Waikato est le ruisseau Mangaonua Stream.